# Бахмацька гімназія
Бахмацька гімназія — загальноосвітній навчальний заклад І—ІІІ ступенів, створений 2000 р. у місті Бахмач.
 Разом з Бахмацьким закладом загальної середньої освіти І—ІІІ ступенів №1,був реформований у Бахмацький академічний ліцей №1 Джерело

## Історія
Заснована 1 вересня 2000 року.
Учні гімназії здобувають ґрунтовні знання з усіх точних та гуманітарних предметів[виправити стиль]. Багато[скільки?] із них — неодноразові учасники, лауреати та переможці олімпіад різних рівнів, Малої Академії Наук України, різноманітних наукових конференцій та симпозіумів.
Протягом функціонування гімназії її учні постійно[слово-паразит] займають призові місця на олімпіадах різних рівнів з біології, географії, англійської та німецької мов, української мови, математики та інших предметів. Гімназисти — щорічні учасники конкурсів імені П.Яцика та ім. Т. Г. Шевченка.
У 2016 році гімназійна команда-рій[прояснити] «СІЧ» стала переможцем обласного та учасником Всеукраїнського етапів Всеукраїнської дитячо-юнацької військово-патріотичної гри «Сокіл» («Джура»). Здобули І місце у змагання зі стрільби та ІІІ місце — по перетягуванню линви[джерело?].
В гімназії діють різноманітні[які?] гуртки, клуби, гімназійна козацька республіка «СІЧ».
Педагогічний колектив гімназії — член Міжнародного освітянського клубу «Партнер» при гуманітарному ліцеї Київського національного університету ім. Т. Г. Шевченка[джерело?].

## Директори закладу
- Микола Семенович Третяк; (від 2000 до 2004)[4]
- Петро Ісакович Полянський; (від 2004 до 2010)[4]
- Валентина Федорівна Дудка (від 2010)[5][4].

## Структура
В гімназії навчання розділено на три частини (станом на 2017 рік):
- початкова школа (122 учні);
- основна школа (121 учень);
- старша школа (52 учня)[6].

У 2016-17 роках в гімназії працювало 32 педагоги.
В гімназії викладають англійську і німецьку мови поглиблено.

## Співпраця із іншими навчальними закладами
У 2018 році НЛТУ провів для старшокласників день відкритих дверей.

## Цікавий факт
- Одна із випускниць гімназії у 2019 році посіла 27 місце в ТОП-100 найкращих за середнім балом ЗНО[10].